# 全唐詩逸
『全唐詩逸』（ぜんとうしいつ）は、清の康熙帝の勅撰漢詩集『全唐詩』編さんの際に、すでに中国では失われていたために遺漏した唐詩を、日本の江戸時代の漢詩人・儒学者の市河寛斎が、日本の諸書に残っていたものから拾い上げ、まとめて出版した全3冊の詩集。文化1年（1804年）に刊行。
皇帝の権威で編集され、唐代のすべての漢詩を集めたとされる詩集に遺漏があり、それを日本の学者が補ったということから、当時の中国の学者や文人を驚嘆させ、清でも出版されて評判となった。
復刻版は『日本詩話叢書 第6巻』（鳳出版、1972年）に所収。